# Rose Maddox
Pour les articles homonymes, voir Maddox.
Roselea Arbana "Rose" Maddox, née le 15 août 1925 à Boaz en Alabama et morte le 15 avril 1998 à Ashland dans l'Oregon, est une chanteuse, compositrice et violoniste de musique country. Elle est surnommée « The Original Hillbilly Filly » et « The Grandmother of Rockabilly ».
Elle est la chanteuse du groupe familial Maddox Brothers and Rose (en). En 1996 elle reçoit un Grammy Award pour son disque 35 $ and a Dream. L'histoire de sa vie et celle de son groupe est racontée dans le livre Ramblin' Rose: The Life and Career of Rose Maddox de Jonny Whiteside  (ISBN 0-8265-1269-0).

## Discographie
Avec Maddox Brothers and Rose
- America's Most Colorful Hillbilly Band v.1 (Arhoolie Records, 1976/1993)
- America's Most Colorful Hillbilly Band v.2 (Arhoolie, 1995)
- On The Air (Arhoolie, 1983/1996)
- Live On The Radio (1996)
- The Hillbilly Boogie Years (Rockateer, 1996)
- A Collection of Standard Sacred Songs (King, 1956)
- The Most Colorful Hillbilly Band in America (Bear Family, 1998)

Compilations solo
- Precious Memories (Columbia, 1958)
- The One Rose (Capitol, 1960)
- Glorybound Train (Capitol, 1961)
- A Big Bouquet of Roses (Capitol, 1961)
- Rose Maddox Sings Bluegrass (Capitol, 1962/1996)
- Alone with You (Capitol, 1963)
- Rosie (Starday, 1970)
- Reckless Love & Bold Adventure (Takoma Records (en), 1977)
- Rose of the West Coast Country (Arhoolie, 1980)
- This is Rose Maddox (Arhoolie, 1982)
- A Beautiful Bouquet (Arhoolie, 1983)
- Queen of the West (Varrick, 1986)
- California Rose (See for Miles, 1989)
- 35 $ And A Dream (Arhoolie, 1994)
- The One Rose: The Capitol Years (Bear Family, 1994)
- The Moon is Rising (Country Town Music, 1996)
- "The Legendary Queen Of The West" (Boothill, 2000)